# Cantique de la racaille (film)
Pour les articles homonymes, voir Racaille (homonymie).
Cet article concerne le film. Pour le roman, voir Cantique de la racaille.
Pour plus de détails, voir Fiche technique et Distribution.
Cantique de la racaille est un film dramatique français réalisé par Vincent Ravalec et sorti en 1998.
Ce film, premier long métrage de Vincent Ravalec, est une adaptation de son roman portant le même titre, publié en 1994, qui a obtenu le prix de Flore cette même année.

## Synopsis
Gaston veut réussir dans la vie. Il vit d'expédients jusqu'au jour où il se lance dans les affaires en adoptant le langage de la réussite.
L'histoire se déroule sur une année, de janvier à décembre.

## Fiche technique
- Titre : Cantique de la racaille
- Réalisation : Vincent Ravalec
- Scénario : Vincent Ravalec, d'après son roman éponyme[1]
- Photographie : Philippe Le Sourd
- Montage : Yvon Lemiere
- Musique : Robert Miny
- Son : Éric Mauer, Laurent Zeilig, Claude Villand
- Décors : Frédéric Lapierre
- Costumes : Laurence Lapoyade
- Production : April Films
- Pays de production :  France
- Langue : français
- Genre : comédie dramatique
- Durée : 104 minutes
- Visa : 91822 (délivré le 9 juillet 1998)
- Date de sortie : 
  - France : 14 octobre 1998

## Distribution
- Yvan Attal : Gaston
- Virginie Lanoue : Marie-Pierre
- Yann Collette : Gilles
- Benaïssa Ahaouari : Saïd
- Samy Naceri : Joël
- Marc Lavoine : Bruno
- Claire Nebout : Patricia
- Jean-Louis Richard : Alexandre
- Brigitte Sy : Véronique
- Denis Lavant : L'auto-stoppeur
- Marilyne Canto : Marianne
- Antoine Chappey : Jean-Claude
- Dominique Marcas : La vieille de l'immeuble
- Olivier Gourmet : Le dépanneur
- Michel Gondoin : Franck
- Roger Knobelspiess : Un flic

## Distinctions
- 1998 : Quinzaine des réalisateurs